# Cyathea abbreviata
Cyathea abbreviata är en ormbunkeart som beskrevs av I.Fern. Cyathea abbreviata ingår i släktet Cyathea och familjen Cyatheaceae. Inga underarter finns listade.